# Turlien Romulus
Turlien Romulus (ur. 13 kwietnia 1981) – haitański piłkarz występujący na pozycji pomocnika.

## Kariera klubowa
Romulus karierę rozpoczął w 2000 roku w zespole AS Cavaly. W sezonie 2007 wywalczył z nim mistrzostwo fazy Fermeture (sezon zamknięcia). W 2016 roku zakończył karierę.

## Kariera reprezentacyjna
W reprezentacji Haiti Romulus zadebiutował w 2002 roku. W 2007 roku został powołany do kadry na Złoty Puchar CONCACAF. Zagrał na nim w meczach z Gwadelupą (1:1), Kostaryką (1:1) i Kanadą (0:2), a Haiti zakończyło turniej na fazie grupowej.